# 김탁환
김탁환(金琸桓, 1968년 10월 27일 ~ )은 대한민국의 소설가이다.

## 생애
문화잡지 《상상》의 편집위원, 《1/n》의 주간으로 활동하였다. 경상남도 진해 출신으로 서울대학교 국어국문학과를 졸업하고 동 대학원에서 박사과정을 수료했다. 해군사관학교 교수부 사회인문학처 국어교수를 거쳐 건양대학교 문학영상정보학부 전임강사, 한남대학교 문예창작학과 조교수, KAIST 문화기술대학원 부교수로 재직했다. 1994년 ‘상상’에 평론 ‘동아시아 소설의 힘’을 발표하며 평론가로 데뷔하였고, 1996년 처녀장편 《열두 마리 고래의 사랑이야기》를 출간하면서 소설가가 되었다. 그 후 다양한 형식과 내용의 소설을 꾸준히 발표하고 있다. 이중 《불멸의 이순신》과 《나, 황진이》, 《허균, 최후의 19일》은 드라마로 제작되었고, 2011년에는 《열녀문의 비밀》을 원작으로 영화 《조선명탐정: 각시투구꽃의 비밀》, 2012년에는 《노서아가비》를 원작으로 영화 《가비》, 2015년 동명소설 원작으로 영화 《조선마술사》, 2017년 동명소설 원작으로 《대장 김창수》, 2025년 《거짓말이다》를 원작으로 영화 《바다호랑이》가 제작되었다.  2016년 10월 제33회 요산김정한문학상, 2018년 4월 카멜레온문학상, 2024년 5월 제27회 한국가톨릭문학상을 받았다.

## 출간작
- 1996년 1월 장편소설 《열두 마리 고래의 사랑이야기》(살림) 출간
- 1996년 10월 문학평론집 《소설 중독》(살림), 《진정성 너머의 세계》(살림) 출간
- 1998년 9월-10월 장편소설 《불멸》(전4권, 미래지성) 출간
- 1999년 7월 장편소설 《누가 내 애인을 사랑했을까》(푸른숲) 출간
- 1999년 12월 장편소설 《허균, 최후의 19일》(전2권, 푸른숲) 출간
- 2000년 12월-2001년 4월 장편소설 《압록강》(전7권, 열음사) 출간
- 2001년 12월 장편소설 《독도평전》(휴머니스트) 출간
- 2002년 8월 장편소설 《나, 황진이》(푸른역사) 출간
- 2002년 10월 문학평론집 《한국소설창작방법연구》(문경) 출간
- 2002년 11월 장편소설 《서러워라, 잊혀진다는 것은》(동방미디어) 출간
- 2003년 7월 장편소설 《방각본 살인사건》(전2권, 황금가지) 출간
- 2003년 7월-11월 오페라 《이순신》 대본 집필-(러시아 페테르부르크 공연 2003년 11월 14일-16일, 서울 KBS 홀 공연: 2005년 12월 3일-4일)
- 2004년 6월-12월 장편소설 《불멸의 이순신》(전8권, 황금가지) 출간(1998년 《불멸》 전면 개작)
- 2005년 1월 장편소설 《부여현감 귀신체포기》(전2권, 이가서) 출간
- 2005년 6월 장편소설 《열녀문의 비밀》(전2권, 황금가지) 출간
- 2005년 8월 연구서 《한국고전소설의 세계》(공저, 돌베게) 출간
- 2006년 1월-6월 장편소설 《애이불비-백제인의 사랑》 대전일보 연재
- 2006년 4월 단편소설집 《진해벚꽃》(민음인) 출간
- 2006년 9월 장편소설 《파리의 조선궁녀, 리심》(전3권, 민음사) 출간
- 2007년 1월-4월 중편소설 《노서아가비》 한국문학 연재
- 2007년 4월-2008년 1월 중편소설 《여인의 초상》 과학동아 연재
- 2007년 9월 장편소설 《열하광인》(전2권, 민음사) 출간
- 2008년 5월-6월 중편소설 《당신은 식인종》 판타스틱 연재
- 2008년 7월 장편소설 《혜초》(전2권, 민음사) 출간
- 2008년 12월 서평집 《김탁환의 독서열전-뒤적뒤적끼적끼적》(민음사) ISBN 978-89374265-1-3
- 2009년 1월 《홍길동전》(허균 저, 김탁환 풀어 씀, 백범영 그림) 출간(민음사 세계문학전집 200번)
- 2009년 2월 《허균, 최후의 19일》 민음사판 재출간
- 2009년 5월 《천년습작-김탁환의 따듯한 글쓰기 특강》(살림) 출간
- 2009년 7월 장편소설 《노서아가비》(살림) 출간
- 2009년 1월-9월 장편소설 《눈먼시계공》 동아일보 연재
- 2009년 11월 연작중단편집 《99-드라큘라 사진관으로의 초대》(살림) 출간(강영호와 공저)
- 2009년 12월-2010년 4월 장편소설 《잔혹하고 애틋한 사랑의 여왕》 인터넷 교보문고 연재(강영호와 공저)
- 2010년 5월 장편소설 《눈먼시계공》(전2권, 민음사) 출간(정재승과 공저)
- 2010년 11월 장편소설 《밀림무정》(전2권, 다산북스) 출간
- 2011년 8월 작법서 《김탁환의 쉐이크》(다산북스) 출간
- 2011년 11월 창작일기 《김탁환의 원고지》(황소자리) 출간
- 2011년 12월 장편생태동화 《조선의 마지막 호랑이 왕대》(살림) 출간
- 2011년 11월-2012년 10월 장편소설 《BANK》 문화일보 연재
- 2012년 10월 《과학, 10월의 하늘을 날다》(공저)(청어람미디어) 출간
- 2013년 3월 장편소설 《BANK》(전3권, 살림) 출간
- 2014년 2월 장편소설 《혁명-광활한 인간 정도전》(전2권, 민음사) 출간
- 2014년 7월 장편생태동화 《왕대 휴전선을 넘다》(살림) ISBN 978-89522289-9-4
- 2014년 7월 장편생태동화 《백두산 으뜸 호랑이 왕대》(살림) ISBN 978-89522290-0-7
- 2014년 11월 서평집 《읽어가겠다》(다산책방) ISBN 979-11306042-0-6
- 2014년 11월 장편소설 《조선누아르, 범죄의 기원》(민음사) (이원태와 공저, 원탁의 첫 장편) ISBN 978-89374416-1-5
- 2015년 2월 장편소설 《목격자들》(전2권, 민음사) ISBN 978-89374421-0-0
- 2015년 9월 산문집 《아비 그리울 때 보라》(난다) ISBN 978-89546373-1-2
- 2015년 11월 장편소설 《조선마술사》(민음사) (이원태와 공저, 원탁의 두 번째 장편) ISBN 978-89374416-2-2
- 2016년 5월 장편소설 《아편전쟁》(민음사) (이원태와 공저, 원탁의 세 번째 장편) ISBN 978-89374416-3-9
- 2016년 8월 장편소설 《거짓말이다》(북스피어) ISBN 978-89987915-4-4
- 2017년 3월 에세이집 《엄마의 골목》(난다) ISBN 979-11960030-4-3 출간
- 2017년 4월 중단편소설집 《아름다운 그이는 사람이어라》(돌베개) ISBN 978-89719980-7-6
- 2017년 6월 에세이집 《그래서 그는 바다로 갔다》(북스피어) ISBN 978-89987916-8-1
- 2017년 10월 장편소설 《대장 김창수》(돌베개) (이원태와 공저, 원탁의 네 번째 장편) ISBN 978-89719982-6-7
- 2017년 11월 장편소설 《가시리》(황소자리) 출간
- 2018년 6월 장편소설 《이토록 고고한 연예》 (북스피어) ISBN 978-89987917-8-0
- 2018년 10월 장편소설 《살아야겠다》 (북스피어) ISBN 978-89987918-0-3
- 2019년 5월 장편소설 《대소설의 시대》(전2권,민음사) 출간
- 2020년 8월 에세이집 《아름다움은 지키는 것이다》(해냄) 출간
- 2021년 3월 장편소설 《당신이 어떻게 내게로 왔을까》(전2권,해냄) 출간
- 2022년 4월 에세이집 《김탁환의 섬진강 일기》(해냄) 출간
- 2023년 9월 장편소설 《사랑과 혁명》(전3권,해냄) 출간
- 2024년 9월 장편소설 《참 좋았더라 : 이중섭의 화양연화》(남해의 봄날) 출간
- 2025년 4월 소설 《내 사람을 생각한다 : 백석에게 보내는 이중섭 편지》(남해의 봄날) 출간

### 드라마 원작
- 2000년 KBS 50부작 드라마 《천둥소리》 원작(《허균, 최후의 19일》)
- 2004년-2005년 KBS 104부작 드라마 《불멸의 이순신》 동명소설 원작
- 2005년 HDTV문학관 《서러워라, 잊혀진다는 것은》 동명소설 원작
- 2006년 KBS 24부작 드라마 《황진이》 원작(《나, 황진이》)
- 2014년 EBS 3.1 절 특집 드라마 《독도평전》 동명소설 원작

### 영화 원작/기획
- 2011년 청년필름/위더스필름 공동제작, Showbox 제공 《조선명탐정: 각시투구꽃의 비밀》 원작(《열녀문의 비밀》)
- 2011년 상상필름 제작, CJ 제공, 《오싹한 연애》 기획
- 2012년 오션필름 제작, 씨네마서비스 제공, 《가비》 원작(《노서아 가비》)
- 2015년 위더스필름 제작, 롯데 엔터테인먼트 제공, 《조선마술사》 원작
- 2017년 주)비에이엔터테인먼트 제작, 씨네그루(주)키다리이엔티, 《대장 김창수》 원작
- 2025년 영화사침, 굿프로덕션 제작, 《바다호랑이》원작(《거짓말이다》)

### 경력
- 1995년-1998년 문화계간지 《상상》 편집위원
- 2009년-2011년 문화계간지 《1/n》 주간
- 2009년 국회도서관 홍보대사
- 2010년-현재 한국범보전기금 홍보대사